# Rosalind Cash
Rosalind Theresa Cash (Atlantic City, 31 dicembre 1938 – Los Angeles, 31 ottobre 1995) è stata un'attrice statunitense.

## Biografia
Cash era la seconda di quattro figli nati ad Atlantic City, nel New Jersey , da John O. Cash Sr. e Martha Elizabeth Cash. Morì di cancro al Cedars-Sinai Medical Center di Los Angeles.

## Filmografia parziale

### Cinema
- Una squillo per l'ispettore Klute (Klute), regia di Alan J. Pakula (1971)
- 1975: Occhi bianchi sul pianeta Terra (The Omega Man), regia di Boris Sagal (1971)
- I nuovi centurioni (The New Centurions), regia di Richard Fleischer (1972)
- La morte arriva con la valigia bianca (Hickey & Boggs), regia di Robert Culp (1972)
- Un ragazzo tutto americano (The All-American Boy), regia di Charles Eastman (1973)
- Uptown Saturday Night, regia di Sidney Poitier (1974)
- Elezione a Baltimora (Amazing Grace), regia di Stan Lathan (1974)
- Cornbread, Earl and Me, regia di Joseph Manduke (1975)
- Dr. Black, Mr. Hyde, regia di William Crain (1976)
- Adorabile canaglia (The Class of Miss MacMichael), regia di Silvio Narizzano (1978)
- Obiettivo mortale (Wrong Is Right), regia di Richard Brooks (1982)
- Le avventure di Buckaroo Banzai nella quarta dimensione (The Adventures of Buckaroo Banzai Across the 8th Dimension), regia di W. D. Richter (1984)
- Go Tell It on the Mountain, regia di Stan Lathan (1985)
- Il villaggio delle streghe (The Offspring - From a Whisper to a Scream), regia di Jeff Burr (1987)
- Death Spa, regia di Michael Fischa (1988)
- Tales from the Hood, regia di Rusty Cundieff (1995)

### Televisione
- A Killing Affair – film TV (1977)
- La tragedia della Guyana (Guyana Tragedy: The Story of Jim Jones) – film TV (1980)
- The Sophisticated Gents – miniserie TV (1981)
- Sorella sorella (Sister, Sister) – film TV (1982)
- Special Bulletin – film TV (1983)
- American Playhouse – serie TV, 3 episodi (1983-1985)
- Autostop per il cielo (Highway to Heaven) – serie TV, episodio 3x16 (1987)
- In famiglia e con gli amici (Thirtysomething) – serie TV, 3 episodi (1987-1989)
- Tutti al college (A Different World) –  serie TV, 4 episodi (1989-1991)
- Roc – serie TV, 3 episodi (1992-1993)
- Attrazione pericolosa (A Dangerous Affair) – film TV (1995)
- General Hospital – serie TV, 42 episodi (1994-1995)